# František de Paula Adam Vratislav z Mitrovic
František de Paula Adam hrabě Vratislav z Mitrovic (německy Franz de Paula Adam Graf Wratislaw von Mitrowitz, 23. června 1732 – 19. července 1788, Praha) byl český šlechtic z rodu Vratislavů z Mitrovic a významný mecenáš umění. 

## Život
Narodil se jako syn hraběte Maxmiliána Vratislava z Mitrovic (1675–1739) a jeho manželky Josefy z Kunic a Weidenburka. Působil ve státních službách jako c.k. tajný rada a komoří. 
Po svém strýci, dlouholetém diplomatovi v Polsku a Rusku, Františku Karlovi (1679–1750), který zemřel bezdětný, zdědil panství Dírná a Jince. Součástí dědictví byl také palác v Moskvě, který krátce po jeho převzetí prodal, protože vydržování rezidence daleko v zahraničí bylo pro zadluženou rodinu Vratislavů neúnosné.
Na zámku v Jincích nicméně kolem roku 1760 vybudoval dřevné zámecké divadlo. Na výzdobě se podílel mj. malíř Josef Hager, který vytvořil výzdobu také pro pražské Divadlo v Kotcích. První operní představení se zde konalo zřejmě 22. července 1760. Protože hrabě Vratislav z Mitrovic podporoval také pražské divadelní scény, je pravděpodobné, že tamní profesionální umělci vystupovali také na jineckém zámku a v pražském paláci. Soubor patrně v letech 1760–1670 provedl několik oper, včetně dvou děl s hudbou hraběte Jana Čejky z Olbramovic (La Nitteti, libreto Pietro Metastasio; L’isola disabitata, libreto Carlo Goldoni) a serenatu L’Endimione (Metastasio).
Byl ženatý s Marií Antonií, rozenou Kinskou, z jejich manželství se však nenarodily žádné děti.